# Magdalena Graaf
Engla-Maria Magdalena Graaf, född 2 september 1975 i Göteborgs Oskar Fredriks församling, Göteborgs och Bohus län,  är en svensk sångare, glamourmodell och författare.

## Biografi
Graaf föddes i Göteborg men är uppvuxen i Kungsängen i Stockholms län.
Hon bildade tillsammans med systern Hannah popduon Graaf som hade ett par hits, exempelvis "You Got What I Want" och "Love is not everything, you are". De har även bedrivit hjälparbete i Indien i form av att bygga upp ett barnhem tillsammans med sin mor Linda Bergling. Time Magazine utsåg 2003 systrarna till två av vår tids hjältar.
Graaf deltog i TV4-programmet Let's Dance 2009, fram till slutet av januari, när hon drabbades av en hjärnblödning. Därefter arbetade hon 2007–2018 för Postkodlotteriet och det relaterade TV-programmet Postkodmiljonären, där hon fram till 2014 fungerade som kringresande vinstutdelare; Graaf deltog våren 2011 i Klockan åtta hos stjärnorna tillsammans med Ann-Louise Hanson, Edward Blom och Erik Hörstadius.

### Familj
Magdalena Graaf är dotter till Linda Bergling och Kenneth Graaf samt syster till Hannah Graaf.
Magdalena Graaf fick 1995 en son Isak, avliden 2014, i ett förhållande med en våldsam man, om vilket hon skrivit självbiografin Det ska bli ett sant nöje att döda dig. Hon var mellan 1999 och 2006 gift med fotbollsspelaren Magnus Hedman, med vilken hon har två söner födda 2000 (Lance Hedman Graaf) och 2004. Hon bodde sedan 2010 med Filip Larsson och tillsammans fick de två söner födda 2011 och 2016, men de meddelade våren 2020 att de hade separerat.
I september 2021 förlovade hon sig med Louie Marti.